# Selenia jonesii
Selenia jonesii är en korsblommig växtart som beskrevs av Cory. Selenia jonesii ingår i släktet Selenia och familjen korsblommiga växter. Inga underarter finns listade i Catalogue of Life.